# Rugludalsbunga
Rugludalsbunga är en kulle i republiken Island. Den ligger i regionen Norðurland vestra, 160 km nordost om huvudstaden Reykjavík. Toppen på Rugludalsbunga är 566 meter över havet, eller 140 meter över den omgivande terrängen. Bredden vid basen är 2,6 km.
Trakten runt Rugludalsbunga är nära nog obefolkad, med mindre än två invånare per kvadratkilometer. Det finns inga samhällen i närheten. Trakten runt Rugludalsbunga består i huvudsak av gräsmarker.